# Grândola
Grândola [ˈɡɾɐ̃dulɐ] ist eine Kreisstadt (Vila) und ein Kreis (Concelho) im Distrikt Setúbal mit 10.660 Einwohnern (Stand 30. Juni 2011). Es erlangte Bekanntheit als Namensgeber des Liedes Grândola, Vila Morena, das 1974 als Losung der Nelkenrevolution diente.

## Geschichte
Die menschliche Besiedelung des Gebiets um Grândola lässt sich an den 40 heute noch bestehenden archäologischen Punkten verfolgen, die uns die Periode zwischen Steinzeit und Römischem Reich hinterlassen haben. Die ersten Siedler dieser Gegend waren Kelten, die wahrscheinlich mit Booten aus den nördlichen Gebieten von Galicien hier ankamen. Zeugen dieser Zeit sind in der ganzen Gegend verstreute Kultstätten und Megalithgräber.
Aus der römischen Epoche finden sich 2 km außerhalb des Ortes Grândola Ausgrabungen von Badehäusern und Thermen. Aus der gleichen Epoche stammen die Ruinen des Hafens von Cetóbriga auf der Halbinsel Troia, des bisher größten gefundenen vorindustriellen Komplexes der Fischverarbeitung, den das westliche Mittelmeergebiet kennt. Nach der Gründung im 1. Jahrhundert n. Chr. gab es hier Aktivitäten bis an das Ende des 4. Jahrhunderts heran. Die römischen Bewohner lebten praktisch in allen Teilen des heutigen Gebiets des Bezirks von Grândola. Ein Zentrum der römischen Militärmacht befand sich im Bereich der Stadt Santiago do Cacém sowie des Seehafens in Alcácer do Sal, welche in der direkten Nachbarschaft von Grândola liegen. Nach den Römern kamen um 410 die Germanen in das Gebiet des heutigen Portugals, gefolgt um 600 von den Westgoten. Um das Jahr 700 herum wurden große Teile der iberischen Halbinsel durch die Araber erobert, die im Bereich von Grândola mit Hauptsitz in Alcácer do Sal bis ins 12. Jahrhundert hinein herrschten. Der maurische Einfluss ist weder an der Kultur noch an der bis heute vorherrschenden Architektur dieses Gebiets spurlos vorbeigegangen.
Erst im 12. Jahrhundert wurden die Araber durch die aus dem Norden kommenden Christen unter König Alfons III. endgültig vertrieben. Die Gegend um Grândola wurde Teil des ersten portugiesischen Königreichs.
Grândola hatte 1492 als Ort nur 135 Einwohner, während auf dem Gebiet des heutigen Bezirks ca. 810 Einwohner mit 180 Feuerstellen verteilt lebten. Aus dem Jahr 1527 stammt das erste Einwohnerregister, in dem von 1103 Bewohnern mit 245 Feuerstellen die Rede ist.
Unter den Mauren und auch danach war Grândola immer von Alcácer do Sal abhängig. Aufgrund einer Bitte der Einwohner an den damaligen König Dom João III. erhielt Grândola als Stadt am 22. Oktober 1544 die Eigenständigkeit.
Mit diesem Wechsel vom Dorf zur Stadt begann sich auch der geografische Bezirk mit Grândola als Zentrum herauszubilden. Administrativ bildete sich schon damals eine Abhängigkeit von der Großstadt Setúbal heraus, welche heute die Hauptstadt des gleichnamigen Distrikts ist, zu dem Grândola gehört. Im Jahr 1727 wurde das Hospiz von Nossa Senhora dos Anjos von den Augustinern gegründet und im Jahr 1890 wurde Grândola zur Kreishauptstadt, was sie bis heute blieb.

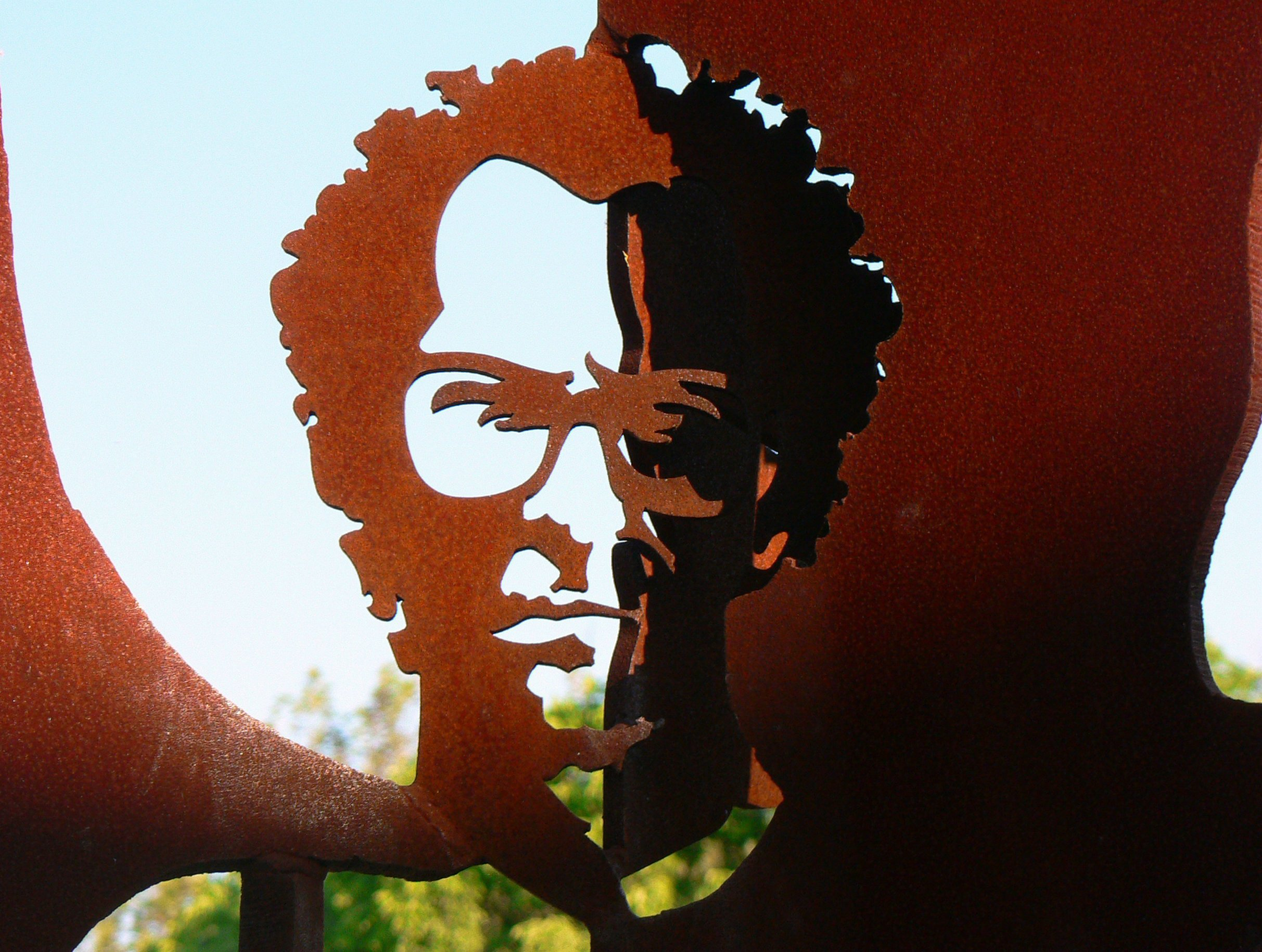
Monument für José (Zeca) Afonso in Grândola

Zu Beginn des 20. Jahrhunderts kamen zu den landwirtschaftlichen Aktivitäten auch industrielle Aktivitäten durch die Ausbeutung von zwei Minen (Canal Caveira und Lousal) hinzu, die dazu führten, dass sich auch Industriearbeiter in der Gegend ansiedelten. Außerdem führten diese Minen zu einem schnellen wirtschaftlichen Wachstum des Bezirks sowie einem Ausbau der örtlichen Kommunikation und Verkehrswege. 1926 kam der Ausbau der Schienenverbindung hinzu. In den 1930er Jahren machte die Diktatur von Salazar Grândola zu einem Teil der Kornkammer der Nation. Der Anbau von Getreide wurde vorangetrieben, so dass im Jahr 1950 die Bevölkerung auf 21.370 Einwohner angewachsen war. Danach, in den 1960er Jahren, setzte ein Exodus vom Land in die beiden Großstädte Setúbal und Lissabon ein und die Bevölkerung verkleinerte sich wieder. Auch wurden die beiden Minen wegen mangelnder Rentabilität geschlossen. Erst in den 1970er Jahren stabilisierte sich die wirtschaftliche Situation wieder; nach der Nelkenrevolution wuchs die Stadt im rasanten Tempo. Es kamen noch kleinere industrielle Komplexe hinzu und auch der Tourismus spielt im Kreis von Grândola heute eine größere Rolle.
Grândola liegt in der Region Alentejo, in der im 19. und 20. Jahrhundert viele Landarbeiter lebten. Typisch für die Region waren Chorgesänge, die auch bei der Arbeit gesungen wurden. Im Stile dieser Gesänge dichtete der Sänger José Afonso sein Lied Grândola, Vila Morena, das in der Nacht zum 25. April 1974 das Startsignal für die Nelkenrevolution war und den Namen der Stadt weltweit bekannt machte. Von Lissabon kommend, kann man heute ein Denkmal in der Ortseinfahrt sehen, welches den Text des Liedes zeigt.

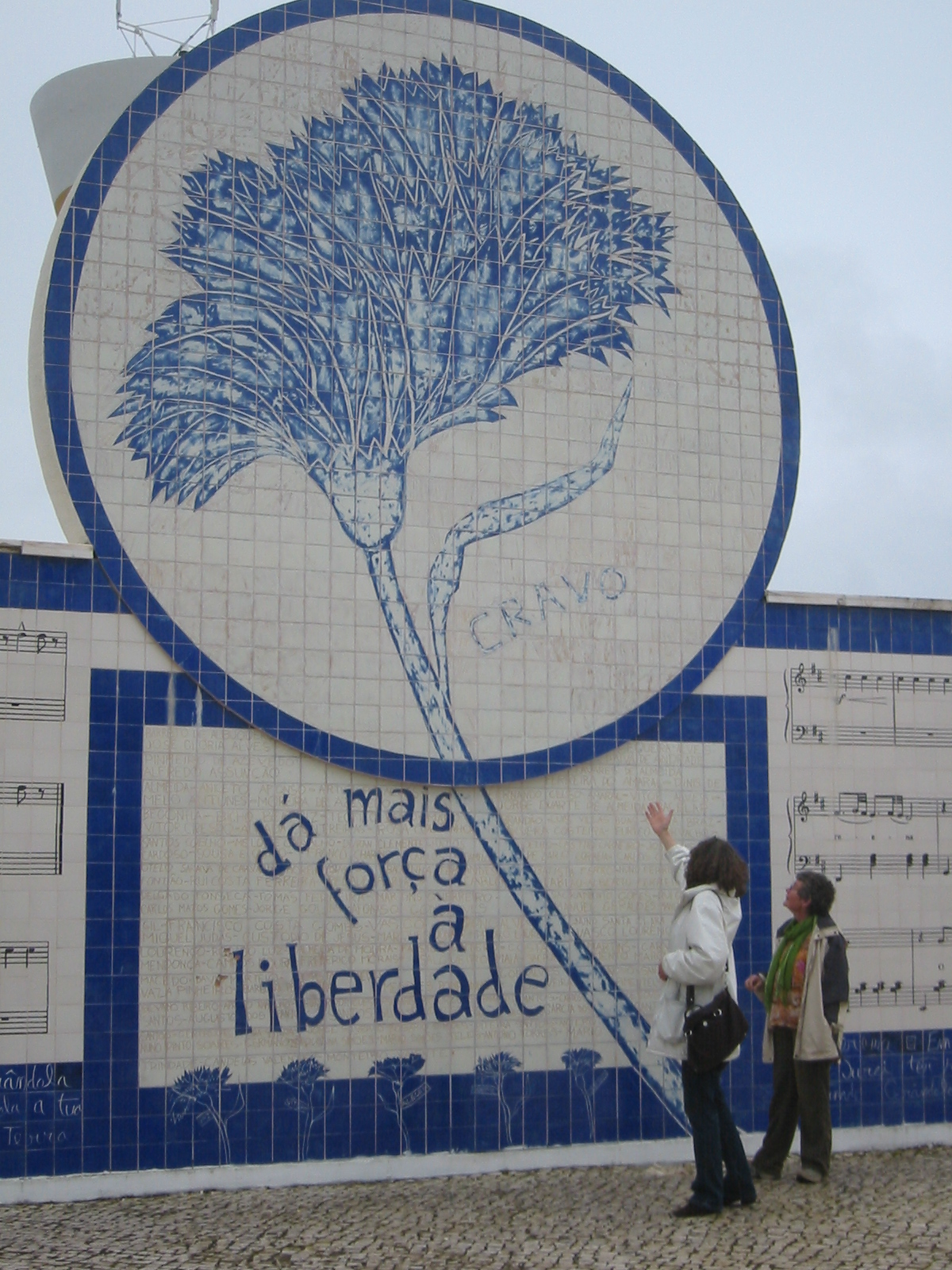
Monument in Grândola zu Ehren des Komponisten Zeca Afonso und der mit diesem Lied gestarteten Revolution des 25. April 1974

## Bedeutung
Grândola ist heute eine aufstrebende Kreisstadt, in der es neben einem alten Marktgebäude auch einmal monatlich einen großen Markt „Feira“ unter freiem Himmel gibt. Einmal jährlich Ende August findet auf dem Freigelände der „Feira“ eine große Landwirtschaftsmesse mit Sommerfest und Kulturprogramm statt. Grândola verfügt über ein eigenes Schulzentrum, eine Bibliothek, eine Schwimmhalle und eine Mehrzwecksporthalle sowie über einen ausgedehnten Stadtpark im Ortszentrum. Es gibt einen älteren Ortskern um die Markthalle herum und rund um den Ort verschiedene Neubauviertel, die stetig wachsen. Grândola hat einen eigenen Bahnhof und es hält hier mehrmals täglich der Intercity von/nach Lissabon bzw. Faro. Daneben gibt es einen zentralen Busbahnhof. Es sind von Grandola ca. 30 km zur Atlantikküste. Grândola verfügt über einige Unterkunftsmöglichkeiten und Restaurants für Durchreisende und Urlauber.

## Naturgebiet der Serra de Grandola
Die Serra de Grândola ist ein Küstengebirge mit einer Höhe von 383 Metern. Das Küstengebirge liegt im Gebiet des Alentejo Litoral und verläuft parallel zur Küste in Nord-Süd-Richtung. Das Gebiet hat seinen Namen von der Kreisstadt Grândola erhalten, von wo es sich bis zur Stadt Santiago do Cacém erstreckt. Das Küstengebirge besteht aus umfangreichen Korkeichenwäldern, die von zahlreichen Bächen und Flüssen durchzogen werden. Im Zentrum der Serra de Grandola befindet sich der Ort Santa Margarida da Serra, welcher zum Kreis von Grândola gehört. Der Ort liegt malerisch eingebettet in das Naturgebiet. Im Ort kann man eine renovierte alentejanische Originalbauernwohnung mieten.

## Verwaltung

### Kreis
Grândola ist Verwaltungssitz eines gleichnamigen Kreises. Die Nachbarkreise sind (im Uhrzeigersinn im Norden beginnend): Alcácer do Sal, Ferreira do Alentejo, Santiago do Cacém, der Atlantische Ozean sowie Setúbal. Grandola ist Teil des Alentejo Litoral, einer Subregion in Portugal.
Mit der Gebietsreform im September 2013 wurden die Gemeinden (Freguesias) Grândola und Santa Margarida da Serra zur neuen Gemeinde União das Freguesias de Grândola e Santa Margarida da Serra zusammengefasst. Der Kreis besteht seither aus den folgenden vier Gemeinden:
| Gemeinde                                   | Einwohner (2021) | Fläche km² | Dichte Einw./km² | LAU- Code |
| ------------------------------------------ | ---------------- | ---------- | ---------------- | --------- |
| Azinheira dos Barros e São Mamede do Sádão | 543              | 172,52     | 3                | 150501    |
| Carvalhal                                  | 1.518            | 82,00      | 19               | 150505    |
| Grândola e Santa Margarida da Serra        | 10.302           | 416,25     | 25               | 150506    |
| Melides                                    | 1.459            | 155,16     | 9                | 150503    |
| Kreis Grândola                             | 13.822           | 825,93     | 17               | 1505      |

sowie dem Naturschutzgebiet von

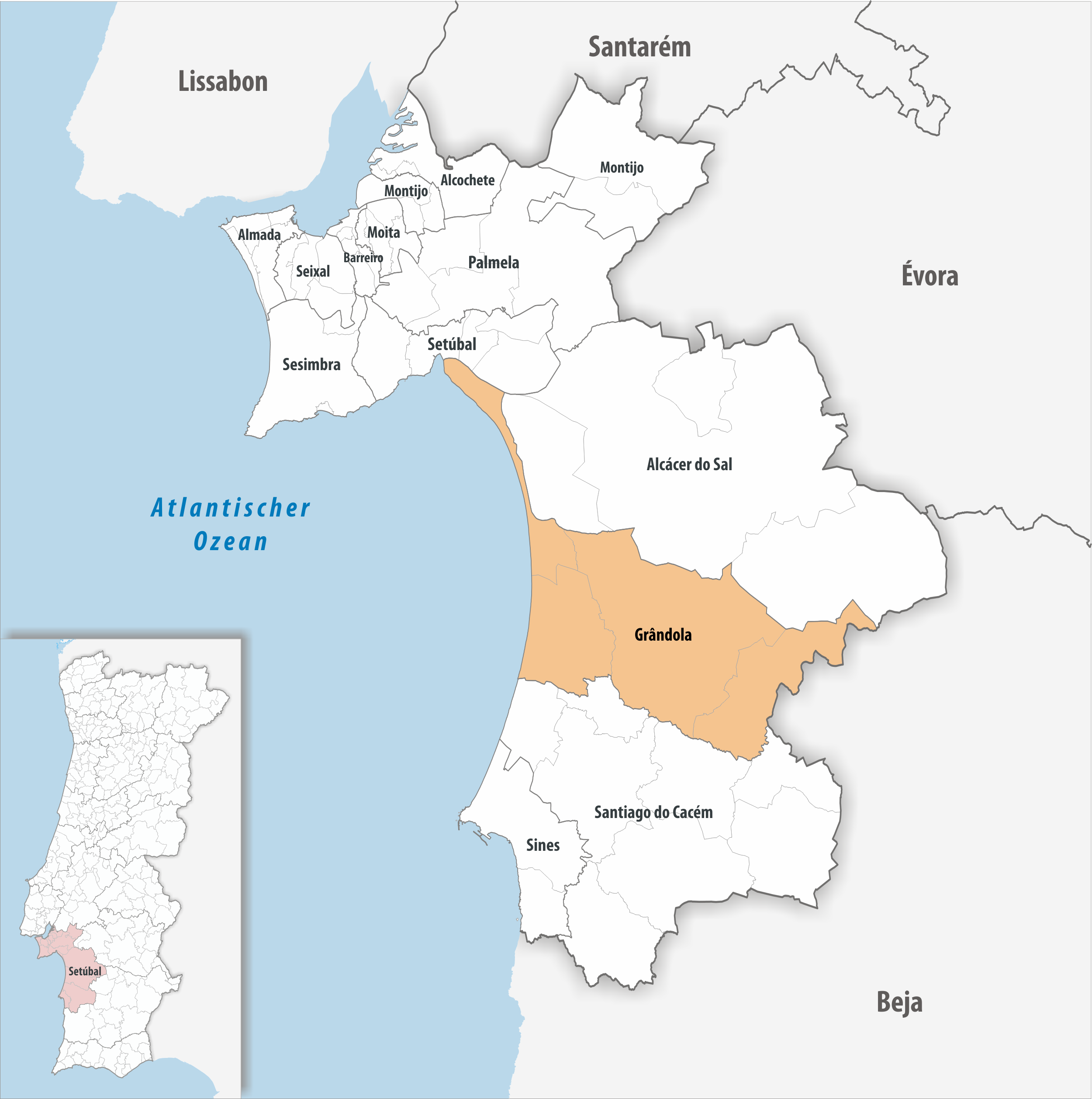
Kreis Grândola

- Tróia das verwaltungstechnisch der Gemeinde Carvalhal zugeordnet ist.

### Bevölkerungsentwicklung
| Einwohnerzahl im Kreis Grândola (1801–2011) | Einwohnerzahl im Kreis Grândola (1801–2011) | Einwohnerzahl im Kreis Grândola (1801–2011) | Einwohnerzahl im Kreis Grândola (1801–2011) | Einwohnerzahl im Kreis Grândola (1801–2011) | Einwohnerzahl im Kreis Grândola (1801–2011) | Einwohnerzahl im Kreis Grândola (1801–2011) | Einwohnerzahl im Kreis Grândola (1801–2011) | Einwohnerzahl im Kreis Grândola (1801–2011) | Einwohnerzahl im Kreis Grândola (1801–2011) |
| ------------------------------------------- | ------------------------------------------- | ------------------------------------------- | ------------------------------------------- | ------------------------------------------- | ------------------------------------------- | ------------------------------------------- | ------------------------------------------- | ------------------------------------------- | ------------------------------------------- |
| 1801                                        | 1849                                        | 1900                                        | 1930                                        | 1960                                        | 1981                                        | 1991                                        | 2001                                        | 2011                                        |                                             |
| 3463                                        | 2528                                        | 7539                                        | 13.370                                      | 21.060                                      | 16.042                                      | 13.767                                      | 14.901                                      | 14.826                                      |                                             |

### Städtepartnerschaften
- Kap Verde: Tarrafal (seit 2007)
- Osttimor: Lautém (seit 2011)[5]
- Portugal: Santarém (seit 2006)
- Brasilien: Maracanaú (in Anbahnung)

Kooperationsabkommen:
- Deutschland: Neuss
- Polen: Mikołów[6]